# 尚帕勒芒
尚帕勒芒（法語：Champallement，法語發音：[ʃɑ̃palmɑ̃]）是法国涅夫勒省的一个市镇，属于克拉姆西区。

## 地理
尚帕勒芒（47°13'56"N, 3°29'20"E）面积8.07 平方千米，位于法国勃艮第-弗朗什-孔泰大區涅夫勒省，该省份为法国中部省份，北至约讷省，西北接卢瓦雷省，西接谢尔省，南至阿列省，东南接索恩-卢瓦尔省，东临科多尔省。
与尚帕勒芒接壤的市镇（或旧市镇、城区）包括：讷伊、比西拉佩勒、尚普兰、蒙特努瓦松、穆西、圣雷韦里安。

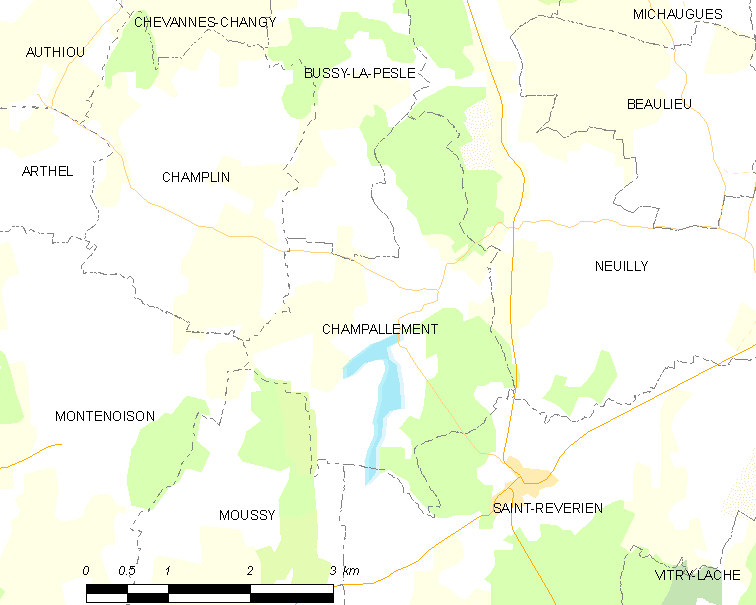
尚帕勒芒的OSM定位图

尚帕勒芒的时区为UTC+01:00、UTC+02:00（夏令时）。

## 行政
尚帕勒芒的邮政编码为58420，INSEE市镇编码为58052。

## 政治
尚帕勒芒所属的省级选区为科尔比尼县。

## 人口

1962-2008年间尚帕勒芒人口变化图示

尚帕勒芒于2022年1月1日时的人口数量为55人。